# 国际船舶压载水和沉积物控制与管理公约
国际船舶压载水和沉积物控制与管理公约（英語：International Convention for the Control and Management of Ships' Ballast Water and Sediments）是2004年国际海事组织制订的国际公约。公约订于英国伦敦，于2017年9月8日生效，保存人是国际海事组织秘书长。该公约是全球第一部关于压载水携带外来物种的国际公约。

## 背景
各缔约国忆及《联合国海洋法公约》、《生物多样性公约》、《环境与发展里约宣言》等的目标和规定；意识到船舶压载水和沉积物的无控制排放已经导致有害水生物和病原体的转移，对环境、人体健康、 财产和资源造成损伤损害；希望继续制定更安全和更有效的压载水管理选择方案；达成协议，制订该公约。:44

## 内容
公约对控制有害水生物和病原体通过船舶压载水和沉积物转移，沉积物接收设施，科学技术研究和监测，检验和发证等做了规定。:47-48